# Eduard Heyck
Eduard Karl Heinrich Berthold Heyck, född 30 maj 1862 i Doberan, död 11 juli 1941 i Ermatingen, Schweiz, var en tysk historiker. Han var far till Hans Heyck.
Heyck var 1892–1896 extra ordinarie professor i historia vid Heidelbergs universitet och 1896–1899 fürstenbergskt arkivråd i Donaueschingen. Han ägnade sig därefter i Berlin åt det av förlaget Velhagen & Klasing utgivna illustrerade verket "Monographien zur Weltgeschichte". 
Heycks förnämsta arbete är Geschichte der Herzoge von Zähringen (1891); dessutom författade han bland annat Die Allgemeine Zeitung 1798–1898 (1898) och i Velhagens och Klasings nämnda serie åtskilliga band, Die Mediceer (andra upplagan med titeln Florenz und die Mediceer, 1901) och Bismarck (tredje upplagan 1904).